# Lucas 15

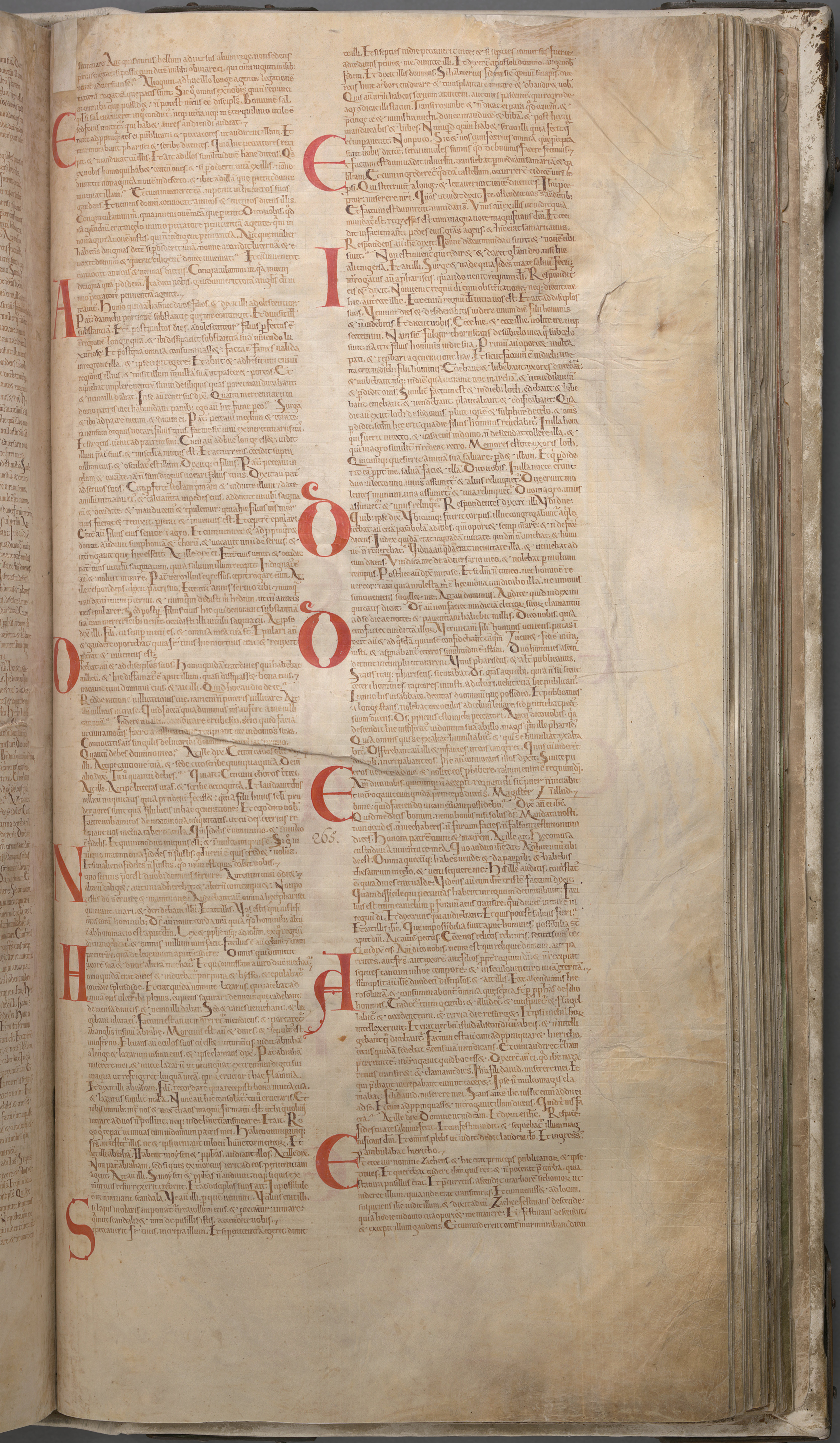
El texto latino de Lucas 14:30-19:7 en el Códice Gigas

Lucas 15 es el decimoquinto capítulo del Evangelio de Lucas en el Nuevo Testamento de la Biblia cristiana. El libro que contiene este capítulo es anónimo, pero la tradición cristiana primitiva afirmaba uniformemente que Lucas el Evangelista compuso este Evangelio así como los Hechos de los Apóstoles. En este capítulo se recogen tres parábolas de Jesús Cristo: la oveja perdida, la moneda perdida y la hijo perdido o 'pródigo', una trilogía sobre Redención que Jesús cuenta después de que los fariseos y líderes religiosos le acusen de acoger y comer con "pecadores". 
El comentarista bíblico Heinrich Meyer se refiere a este capítulo, al capítulo siguiente y a Lucas 17:1-10 como un "nuevo, importante y en su mayor parte parabólico conjunto de discursos" unidos por la murmuración de los fariseoss y las respuestas de Jesús a ellos y a sus discípulos.  Arno Gaebelein señala que, si bien estas parábolas tienen un amplio atractivo y aplicación, al estudiarlas "no debe pasarse por alto que el Señor responde en primer lugar a los fariseos murmuradores".

## Texto
El texto original fue escrito en griego koiné. Algunos manuscritos tempranos que contienen el texto de este capítulo son:
- Papiro 75 (175-225 d. C.)
- Codex Vaticanus (325-350)
- Codex Sinaiticus (330-360)
- Codex Bezae (~400)
- Codex Washingtonianus (~400)
- Codex Alexandrinus (400-440)

Este capítulo está dividido en 32 Versículos.
Las tres parábolas incluidas en este capítulo son llamadas las Parábolas de la Misericordia.

## Murmuración de los fariseos y escribas

### Versículo 1
Entonces todos los publicanos y los pecadores se acercaron a Él para oírle. 
Esta es la tercera mención que hace Lucas de los recaudadores de impuestos (en griego: οι τελωναι), hoi telōnai, también traducido como "publicanos"); anteriormente fueron uno de los grupos que respondieron a la llamada al arrepentimiento de Juan el Bautista, y Jesús comió con ellos, en medio de las quejas anteriores de los fariseos, en Lucas 5. Frederick Farrar sugiere que "los pecadores" se refiere en general a todas "las clases degradadas y marginadas o excluidas".

### Versículo 2
Y los fariseos y los escribas se quejaban, diciendo:
Este recibe a los pecadores y come con ellos"
Meyer compara la murmuración de los fariseos y escribas (Versículos 1-2) con las murmuraciones de la comunidad israelita en el desierto en Éxodo 16:1-8 y Éxodo 17:3.  Eric Franklin sugiere que al comer con ellos, "Jesús está anticipando su inclusión dentro del reino de Dios", y que la queja de los fariseos al respecto también se planteó más tarde, en la iglesia primitiva, y "fue de hecho un tema de desacuerdo" en la iglesia primitiva.

## Parábola de la oveja perdida

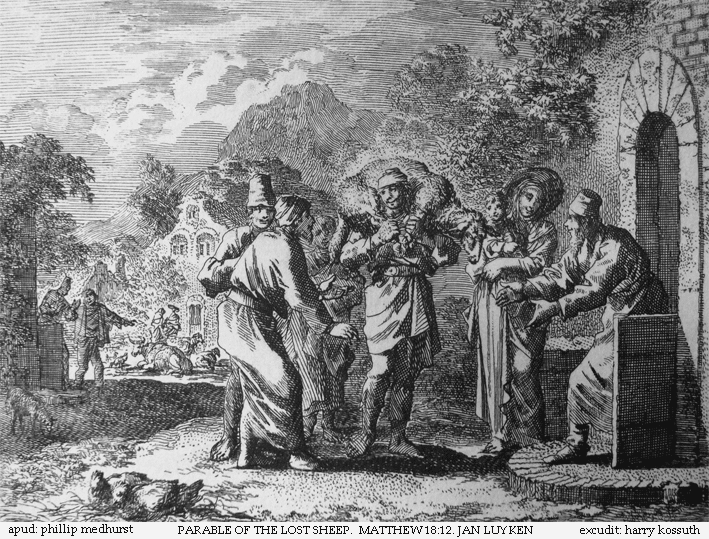
Grabado de Jan Luyken que muestra el regreso triunfal del pastor, de finales del Bowyer Bible

Los versículos 3-7 recogen esta parábola, que aparece en dos de los evangelios canónicos del Nuevo Testamento, así como en el Evangelio de Tomás no canónico. Según los Evangelios, un pastor deja su rebaño de noventa y nueve ovejas para encontrar a la única oveja que se ha perdido. En comparación con versión de Mateo de esta parábola, Lucas hace hincapié en la responsabilidad del pastor por la pérdida (Versículo 3: si pierde a uno de ellos; en Mateo, uno de ellos se extravía), la naturaleza incondicional de la búsqueda, y la alegría provocada por el arrepentimiento del pecador. 

### Comentario
La crítica de los fariseos y escribas proporciona a Jesús la oportunidad de destacar el interés de Dios en la salvación de cada persona. La culminación de esta obra divina se manifiesta en la Encarnación de Jesucristo. Así, la tradición cristiana, apoyada también en otros textos evangélicos, identifica a Jesús con el Buen Pastor:

Puso la oveja sobre sus hombros, porque, al asumir la naturaleza humana, Él mismo cargó con nuestros pecados.

Al comienzo del pasaje se describe la ocasión de estas parábolas: Jesús es criticado por recibir y comer con pecadores, la misma crítica que el hijo mayor hace al padre en la parábola por recibir al hijo que ha pecado y celebrar su regreso con un banquete. Esta parábola ilustra la conducta de Jesús y muestra que quienes lo juzgan terminan siendo juzgados en sus propios juicios. Las parábolas de la oveja perdida y la moneda perdida tienen una estructura similar: ambas narraciones incluyen una expresión de alegría de los protagonistas al encontrar lo perdido y concluyen con Jesús afirmando que hay la misma alegría en el cielo cuando un pecador se arrepiente. Así, el oyente comprende que las acciones del pastor y la mujer simbolizan las acciones de Dios con los hombres. Dios no permanece inactivo ante nuestra debilidad; Él busca lo perdido con diligencia y se esfuerza en encontrarlo. Pero, sobre todo, se alegra cuando nos volvemos a Él.

Mas esta fuerza tiene el amor, si es perfecto, que olvidamos nuestro contento por contentar a quien amamos. Y verdaderamente es así que, aunque sean grandísimos trabajos, entendiendo contentamos a Dios, se nos hacen dulces.

## Parábola de la moneda perdida
.

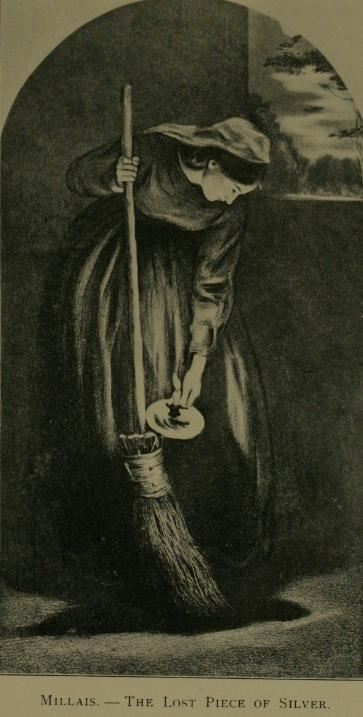
En esta parábola, una mujer barre su oscura casa en busca de una moneda perdida (grabado de John Everett Millais)

Esta parábola, en los Versículos 8-10, sólo aparece en el Evangelio de Lucas. Cuenta la historia de una mujer que tiene diez monedas de plata (en griego drachmae o  Dracma griega antigua) y pierde una. Entonces enciende una lámpara de aceite y barre su casa hasta encontrarla, regocijándose cuando lo hace. La Nueva Biblia del rey Jacobo señala que las mujeres casadas solían llevar esas monedas en una guirnalda de diez piezas.
Franklin señala que en ambos relatos, la narración principal sobre la búsqueda de Dios de los perdidos se complementa con un comentario sobre el arrepentimiento (Versículos 7 y 10), que "parece haber sido introducido, no porque el movimiento de la parábola en sí lo requiriera, sino porque Lucas era sensible a la acusación de que el énfasis en el alcance de la gracia de Dios podría restar importancia a la necesidad de respuesta por parte de aquellos con los que se encontraba."

## Parábola del hijo pródigo

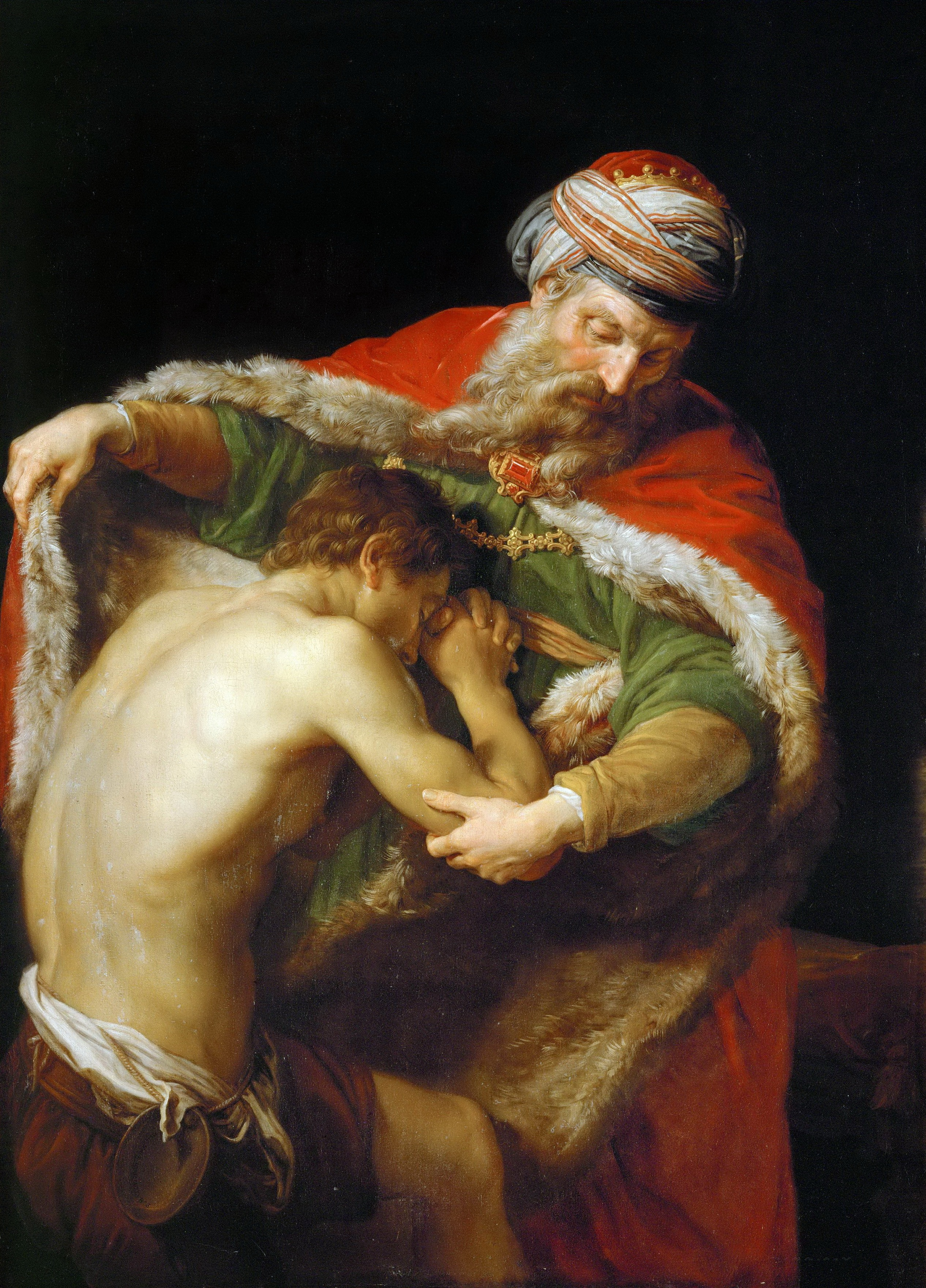
El regreso del hijo pródigo (1773) de Pompeo Batoni

El Hijo Pródigo, también conocido como Dos Hijos, Hijo Perdido, el Padre Pródigo, el Padre Corredor, y el Padre Amoroso, la tercera y última parte del ciclo sobre la redención, también aparece solo en el Evangelio de Lucas (Versículos 11-32). Habla de un padre que da al menor de sus dos hijos su parte de la herencia antes de morir. El hijo menor, después de malgastar su fortuna (la palabra 'prodigal' significa 'derrochador extravagante'), pasa hambre durante una hambruna. Entonces se arrepiente y vuelve a casa con la intención de suplicar que le den trabajo y renunciar a su parentesco con su padre. A pesar de ello, el padre lo acoge inmediatamente como hijo suyo y organiza una fiesta para celebrar su regreso. El hijo mayor se niega a participar, alegando que en todo el tiempo que el hijo ha trabajado para el padre, éste ni siquiera le regaló una cabra para celebrarlo con sus amigos. El padre recuerda al hijo mayor que todo lo que tiene el padre es del hijo mayor, pero que aun así deben celebrar el regreso del hijo menor, ya que ha vuelto con ellos.

### Uso litúrgico
En la tradición católica occidental, esta parábola suele leerse el cuarto domingo de Cuaresma (en Año C), mientras que en la Iglesia Ortodoxa Oriental se lee el Domingo del Hijo Pródigo.

### Comentario
Nos encontramos ante una de las parábolas más hermosas de Jesús. La grandeza del corazón de Dios y su infinita misericordia, ya descritas en las parábolas anteriores, se complementan aquí con detalles muy vívidos de las acciones del Padre. La parábola destaca de manera especial el hecho mismo de la conversión:

El proceso de la conversión y de la penitencia fue descrito maravillosamente por Jesús en la parábola llamada “del hijo pródigo”, cuyo centro es “el Padre misericordioso” (Lc 15,11-24): la fascinación de una libertad ilusoria, el abandono de la casa paterna; la miseria extrema en la que el hijo se encuentra tras haber dilapidado su fortuna; la humillación profunda de verse obligado a apacentar cerdos, y peor aún, la de desear alimentarse de las algarrobas que comían los cerdos; la reflexión sobre los bienes perdidos; el arrepentimiento y la decisión de declararse culpable ante su padre, el camino de retorno; la acogida generosa del padre; la alegría del padre: todos estos son rasgos propios del proceso de conversión. Las mejores vestiduras, el anillo y el banquete de fiesta son símbolos de esta vida nueva, pura, digna, llena de alegría que es la vida del hombre que vuelve a Dios y al seno de su familia, que es la Iglesia. Sólo el corazón de Cristo, que conoce las profundidades del amor de su Padre, pudo revelarnos el abismo de su misericordia de una manera tan llena de simplicidad y de belleza. 

La parábola, aunque sencilla, es profunda y se presenta desde tres perspectivas: la del hijo menor, la del padre y la del hijo mayor. La historia del hijo menor ejemplifica el proceso del pecador: el abandono del hogar paterno, la partida a un país lejano donde se aleja de sus deberes religiosos y familiares, y su vida degradada entre los cerdos. Por eso,

aquel hijo (…) es en cierto sentido el hombre de todos los tiempos, comenzando por aquel que primeramente perdió la herencia de la gracia y de la justicia original. (…) La parábola toca indirectamente toda clase de rupturas de la alianza de amor, toda pérdida de la gracia, todo pecado.

Pero, en un momento determinado, toma la decisión de la conversión. Esa decisión se compone de varias acciones: el hijo sabe que no sólo ha ofendido a su padre, sino también a Dios (v. 18), y, sobre todo, es consciente de la gravedad de su pecado: 

En el centro de la conciencia del hijo pródigo, emerge el sentido de la dignidad perdida, de aquella dignidad que brota de la relación del hijo con el padre. Con esta decisión emprende el camino.

El relato nos presenta después al padre, cuya manera de actuar es asombrosa, reflejando cómo obra Dios con los hombres. Si bien el perdón es una cualidad humana, el padre va más allá: añade el mejor traje, un anillo, sandalias y el ternero cebado como símbolos de su generosidad y amor:

«El padre del hijo pródigo es fiel a su paternidad, fiel al amor que desde siempre sentía por su hijo. Tal fidelidad se expresa en la parábola no sólo con la inmediata prontitud en acogerlo cuando vuelve a casa después de haber malgastado el patrimonio; se expresa aún más plenamente con aquella alegría, con aquel júbilo tan generoso respecto al disipador después de su vuelta.

La parábola también se enfoca en el hijo mayor, quien se siente agraviado por las acciones de su padre. En el contexto del ministerio de Jesús, este personaje representa a algunos judíos que "se consideraban justos" y creían que Dios debía reconocer "sus obras de justicia". Ellos se sentían despreciados y ofendidos por la actitud misericordiosa de Jesús hacia los pecadores. En esta tercera escena, las quejas del hijo y las respuestas del padre tienen casi la misma importancia:Facultad de Teología.

El hombre —todo hombre— es también este hermano mayor. El egoísmo le hace ser celoso, le endurece el corazón, lo ciega y le hace cerrarse a los demás y a Dios. La benignidad y la misericordia del Padre lo irritan y lo enojan; la felicidad por el hermano hallado tiene para él un sabor amargo. También bajo este aspecto él tiene necesidad de convertirse para reconciliarse.